# Kujnik (Oriovac)
Kujnik falu Horvátországban, Bród-Szávamente megyében. Közigazgatásilag Oriovachoz tartozik.

## Fekvése
Bródtól légvonalban 21, közúton 32 km-re nyugatra, Pozsegától   légvonalban 18, közúton 28 km-re délre, községközpontjától 1 km-re nyugatra, Szlavóniában, a Dilj-hegység délnyugati lejtői alatt, az Újgradiskát Bróddal összekötő főút mentén fekszik. Itt halad át az A3-as (Zágráb-Lipovac) autópálya és a Zágráb-Vinkovci vasútvonal is.

## Története
A település már a középkorban is létezett. 1457-ben „Kyhnik”, 1483-ban „Kwhynnyk” néven említik. A szulkovci Szulk család birtoka volt. A térséget 1536 körül foglalta el a török és több. mint 150 évig török uralom alatt állt. A török uralom idején muzulmán lakossága volt, akik a felszabadító harcok elől elmenekültek. 1691-ben szabadult fel végleg a török uralom alól. 1698-ban nem szerepel a kamarai összeírásban a felszabadított szlavóniai települések között, tehát valószínűleg puszta volt. 1730-ban a vizitáció szerint 17 ház állt a faluban. 1746-ban 15 háza volt. Lakói a szomszédos Malino Szent Lukács kápolnája köré temetkeztek. 1760-ban 20 házban, 21 családban 140 fő lakott a településen.
Az első katonai felmérés térképén „Kuinik” néven található. A gradiskai ezredhez tartozott. Lipszky János 1808-ban Budán kiadott repertóriumában „Kujnik” néven szerepel. Nagy Lajos 1829-ben kiadott művében „Kujnik” néven 23 házzal, 108 katolikus és 12 ortodox vallású lakossal találjuk. A katonai közigazgatás megszüntetése után 1871-ben Pozsega vármegyéhez csatolták. A 19. század végén és a 20. század elején Likából és a Hegyvidékről katolikus horvát és pravoszláv szerb családok  települtek be.
A településnek 1857-ben 144, 1910-ben 270 lakosa volt. Az 1910-es népszámlálás szerint lakosságának 86%-a horvát, 10%-a szerb anyanyelvű volt. Pozsega vármegye Bródi járásának része volt. Az első világháború után 1918-ban az új szerb-horvát-szlovén állam, majd később (1929-ben) Jugoszlávia része lett. A település 1991-től a független Horvátországhoz tartozik. 1991-ben lakosságának 89%-a horvát, 8%-a szerb nemzetiségű volt. 2011-ben 310 lakosa volt. A társadalmi élet a közösségi házban zajlik.

## Lakossága
| Lakosság változása | Lakosság változása | Lakosság változása | Lakosság változása | Lakosság változása | Lakosság változása | Lakosság változása | Lakosság változása | Lakosság változása | Lakosság változása | Lakosság változása | Lakosság változása | Lakosság változása | Lakosság változása | Lakosság változása | Lakosság változása |
| ------------------ | ------------------ | ------------------ | ------------------ | ------------------ | ------------------ | ------------------ | ------------------ | ------------------ | ------------------ | ------------------ | ------------------ | ------------------ | ------------------ | ------------------ | ------------------ |
| 1857               | 1869               | 1880               | 1890               | 1900               | 1910               | 1921               | 1931               | 1948               | 1953               | 1961               | 1971               | 1981               | 1991               | 2001               | 2011               |
| 144                | 210                | 186                | 247                | 222                | 270                | 315                | 325                | 304                | 335                | 313                | 283                | 333                | 336                | 345                | 310                |

## Gazdaság
A helyi gazdaság alapja hagyományosan a mezőgazdaság, a szőlőművelés és az állattartás. Ma is 15 családi gazdaság van a településen. A Plastoglas nevű cég gyertya- és műanyaggyártással foglalkozik.